# Christine Borland
Christine Borland (Darvel, Ayrshire, 1965) es una artista escocesa, miembro del grupo de artistas contemporáneos del Reino Unido Young British Artists.

## Carrera
Borland cursó estudios en la Universidad de Úlster y en la Escuela de Arte de Glasgow. Interesada principalmente en la escultura y la instalación, en 1997, para su primera exposición individual en Londres, titulada L'Homme Double y exhibida en la Galería Lisson, encargó a 6 escultores académicamente entrenados para que hicieran cabezas de arcilla de tamaño natural del médico nazi Josef Mengele a partir de imágenes de él que ella proporcionó y descripciones que los sobrevivientes de Auschwitz habían hecho.
Ese mismo año fue nominada para el Premio Turner, galardón que ganó la artista Gillian Wearing. Las obras de arte que ha exhibido Borland incluyen The Dead Teach the Living (1997), originalmente exhibida en el Munster Sculpture Project en Alemania. Se trataba de un grupo de cabezas reconstruidas por computadora con yeso blanco que muestran diferentes estereotipos raciales. Después de True Story-Giant y Fairy Tales (1997) mostró una impresión negativa de los restos esqueléticos de un enano del siglo XVIII y los contrastó con un gigante del siglo XIX. Phantom Twins (1997) consistía en "muñecas" de cuero que contenían esqueletos fetales reales. Su obra From Life fue un registro de su reconstrucción forense de una mujer asiática desaparecida. Este comenzó con un esqueleto y concluyó con un molde de bronce de la cabeza. La preocupación de la artista siempre han sido los problemas de despersonalización del individuo que tienen lugar en los establecimientos médicos. Su reconstrucción de una persona desaparecida es para ella un proceso de personalización.
Sus exposiciones individuales incluyen The Fabric Workshop and Museum (Filadelfia), Dundee Contemporary Arts, De Appel (Ámsterdam), Fundação Serralves (Lisboa), Museum für Gegenwartskunst (Zúrich) y Cast From Nature, Camden Arts Centre (Londres).